# Wolfgang Pütz
Manfred Wolfgang Pütz (* 1940 in Köln) ist ein deutscher Verleger.

## Werdegang
Wolfgang Pütz leitete seit 1974 als persönlich haftender Gesellschafter den Verlag J. F. Ziegler KG in Remscheid, der unter anderem bis Ende 2011 den Remscheider General-Anzeiger herausgab.
Daneben war er ehrenamtlich in mehreren berufsständischen Gremien tätig. Er war Vizepräsident des Bundesverbandes Druck und Medien, Vizepräsident des Bundesverbandes Deutscher Zeitungsverleger, Mitglied im Präsidium und im Vorstand der Bundesvereinigung der Deutschen Arbeitgeberverbände sowie Vorstandsmitglied beim Zeitungsverlegerverband Nordrhein-Westfalen.

## Ehrungen
- 2000: Ehrenbürger der Bergischen Universität
- 2000: Verdienstkreuz am Bande der Bundesrepublik Deutschland
- 2011: Verdienstkreuz 1. Klasse der Bundesrepublik Deutschland